# 잠비아 대학교
잠비아 대학교(영어: University of Zambia, UNZA)는 잠비아 루사카에 위치한 공립 대학이다. 잠비아에서 가장 크고 오래된 교육기관이다. 1965년에 설립되었으며 1966년 7월 12일에 공식적으로 대중에게 공개되었다. 교육 언어는 영어다.

## 역사
UNZA의 시작은 제2차 세계 대전 이전 북로디지아에 대학을 설립하려는 발상으로 거슬러 올라갈 수 있다. 그러나 전쟁이 발발하자 계획은 중단되었다가 그 후에야 다시 시작되었다. 식민지 정부는 아프리카 대부분 지역의 고등 교육 기관의 발달로 인해 아프리카를 위한 중앙 아프리카 대학 설립 계획을 세웠다.
중앙아프리카 의회(CAC)는 고등교육을 위한 대학 설립 요건을 조사하기 위한 위원회를 임명했고, 이후 고등교육을 위한 대학을 설립할 것을 권고했다. 1952년 알렉산더 카손더스 경이 중앙아프리카에서 아프리카인들을 위한 고등교육의 필요성에 대한 후속 조사를 실시하였고 1953년 3월에 후속 보고서를 제출하였다. 남로디지아 정부는 다인종 대학 설립을 받아들였고 위원회는 솔즈베리에 대학 설립을 권고했다. 그러나 알렉산더 커가 작성한 소수민족 보고서는 인종 간 평등을 바탕으로 한 고등교육기관의 설립은 불가능하다는 반론을 제시했고, 따라서 루사카에 비유럽인을 위한 대학을 설립할 것을 권고했다.
1950년대 후반과 1960년대 초반의 독립 투쟁의 결과로서 정치적 풍토는 로디지아의 종합대학에 대한 생각을 덜 매력적으로 만들었다. 그 결과, 루사카에 고등 교육 기관을 설립하기 위한 지원을 요청하는 계획이 시작되었다. 1963년 3월, 북로디지아 정부는 존 록우드 경이 이끄는 록우드 위원회를 임명하여 북로디지아를 위한 대학을 설립할 가능성을 평가하였다. 위원회는 자율성에 많은 중점을 두었고, 따라서 영국에 이미 설립된 대학들과 아무런 관련이 없는 대학을 설립할 것을 권고했다. 보고서는 또 처음부터 잠비아 대학교를 본격적인 대학으로 설립할 것을 권고했다.
1965년 잠비아 대학법이 제정된 이후 잠비아 대학교 임시평의회가 설립되었다. 1965년 7월, 더글러스 G. 앵글린은 부총리로 임명되었고, 1965년 10월 케네스 카운다 대통령은 1965년 법률 제66호에 동의하였다.
잠비아 대학교는 1966년 7월 12일 케네스 카운다 대통령이 초대 총장으로 임명됨에 따라 7월 13일 개교하였다.
남아프리카 공화국의 반인종차별 혁명가이자 정치 지도자 넬슨 만델라는 1990년 2월 잠비아 대학교에서 그의 첫 해외 여행과 석방 이후 첫 대학 연설에서 학생들에게 연설했다.

## 캠퍼스
그레이트 이스트 로드 캠퍼스는 그레이트 이스트 로드를 따라 위치해 있으며, CBD에서 약 7km 정도 떨어져 있다. 또한 리지웨이 캠퍼스는 루사카 시립 대학 교육 병원에 위치해 있다.

## 저명한 사람들

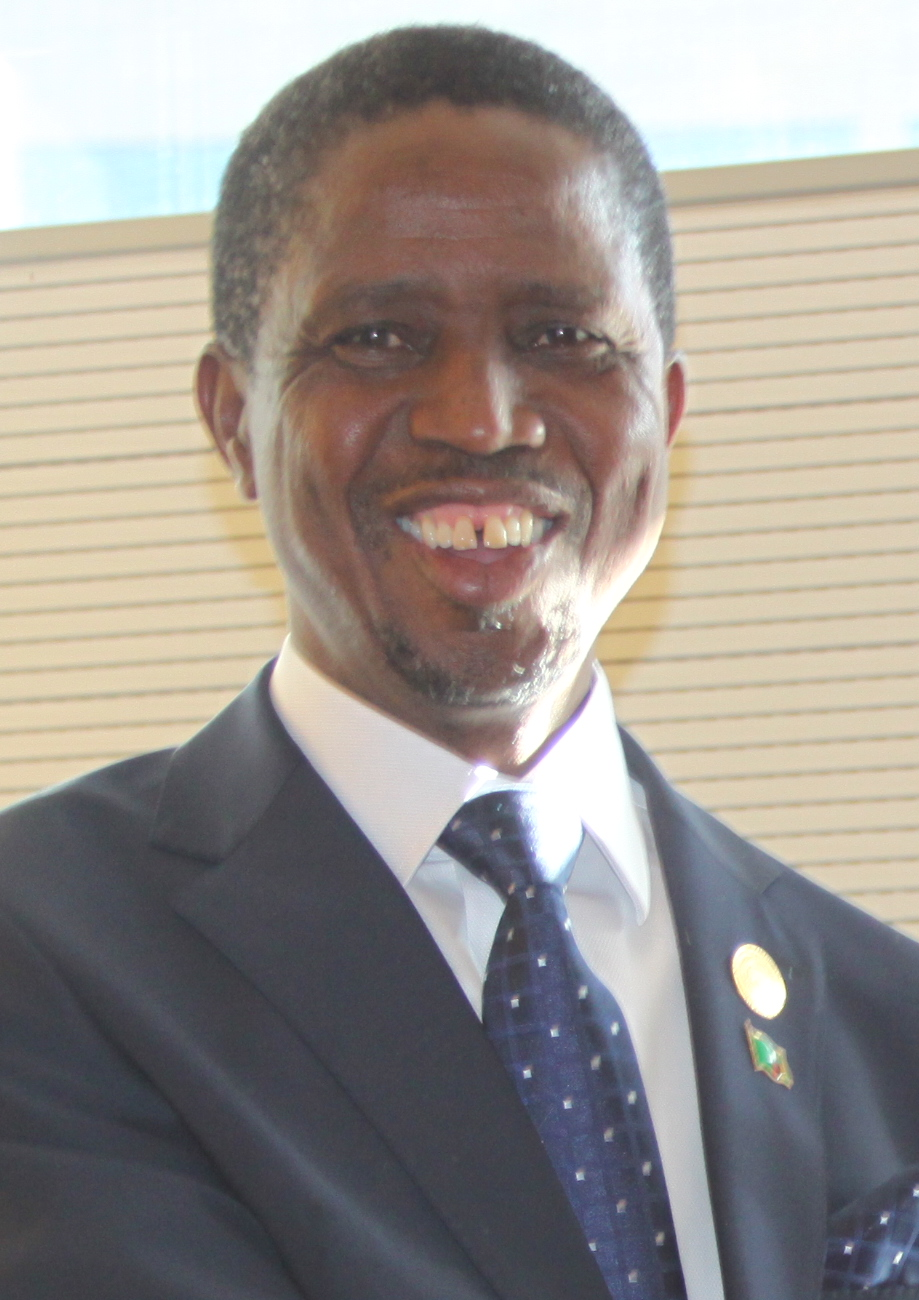
잠비아의 제6대 대통령 에드거 룽구
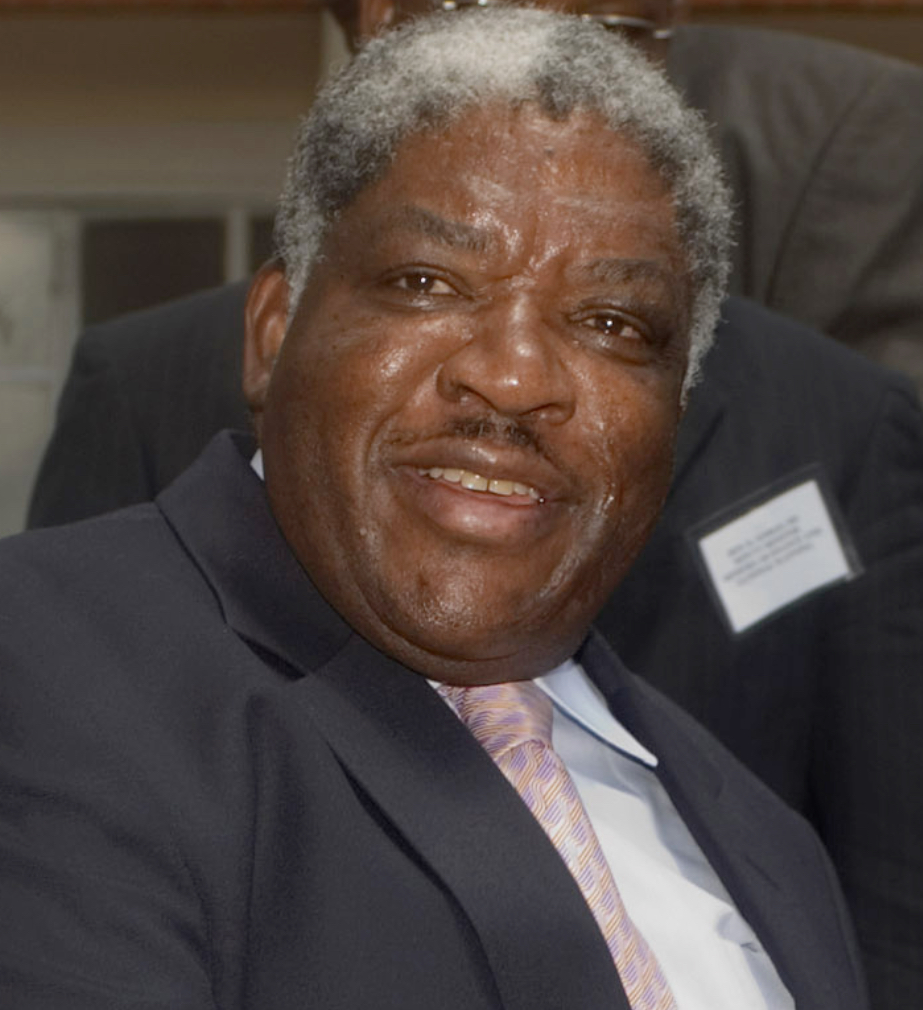
잠비아의 제3대 대통령 레비 무아나와사
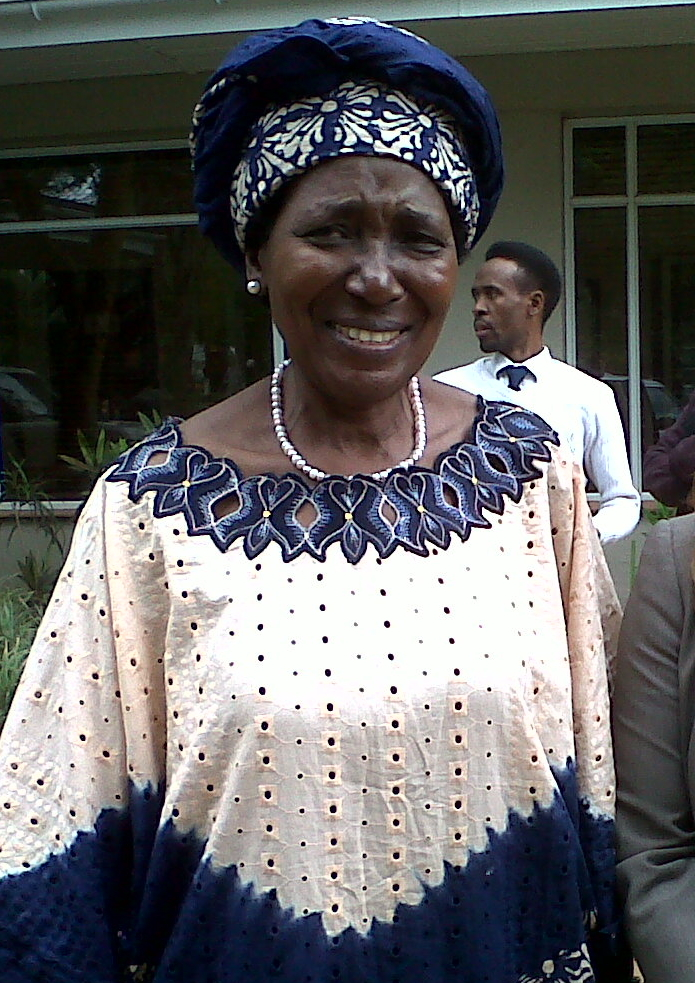
잠비아의 제13대 부통령 이농게 위나
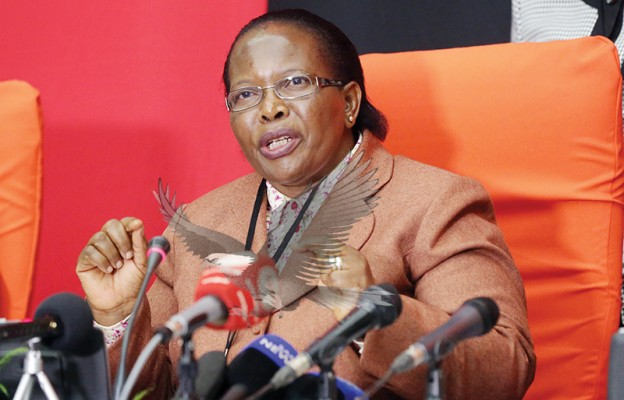
잠비아의 제7대 대법원장 아이린 맘빌리마
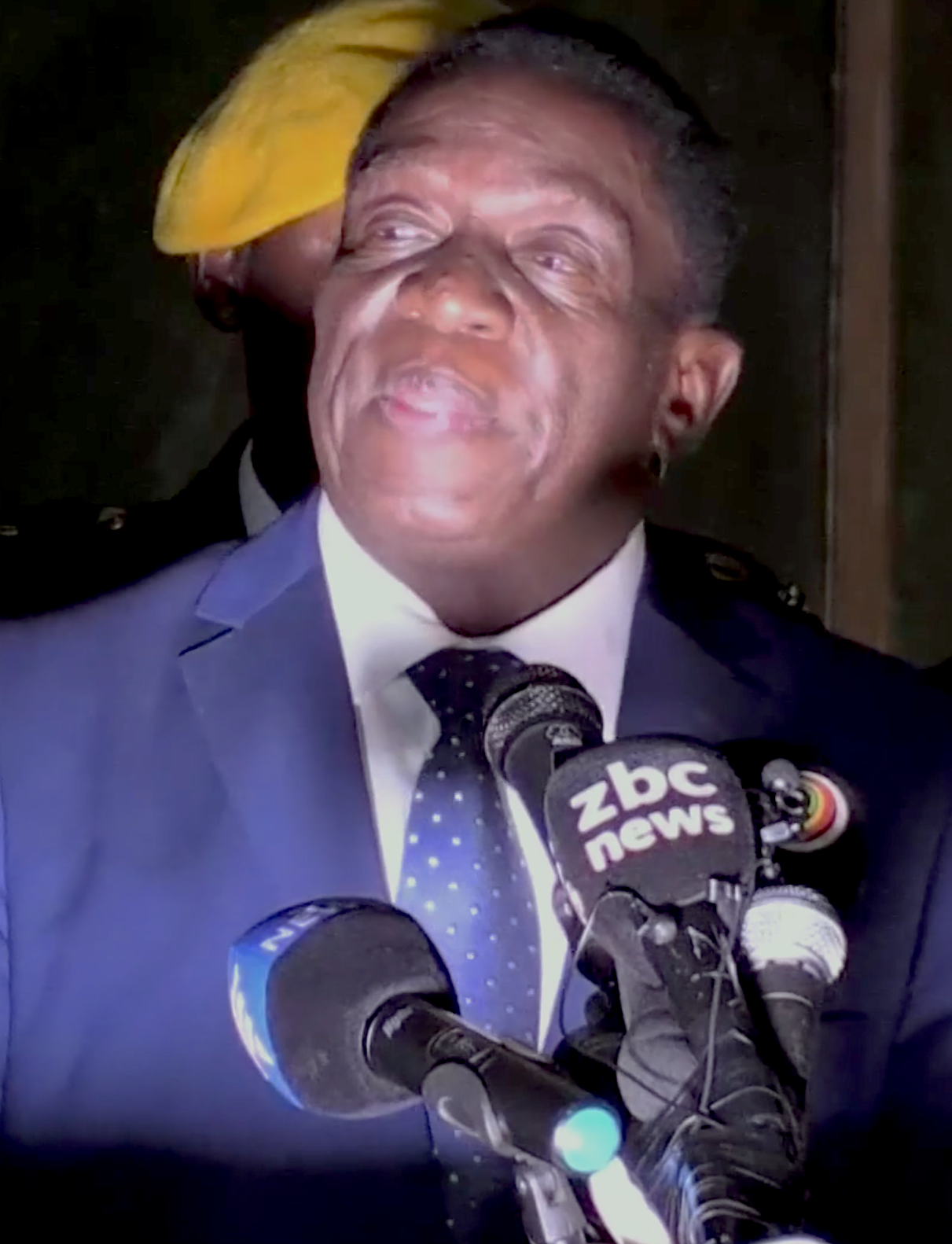
짐바브웨의 제3대 대통령 에머슨 음낭가과
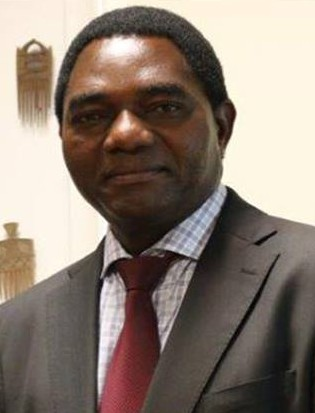
잠비아의 제7대 대통령 하카인데 히칠레마